# Matičič
Matičič je priimek več znanih Slovencev:
- Ana Matičič (1931–2023), agronomka, žlahtniteljica (koruze), univ. profesorica
- Anton Matičič (1912–??, Argentina), častnik VKJ in slovenskega domobranstva
- Božo Matičič, inovator na področju informatike
- Branivoj Matičič (1929–2018), agronom, univ. prof.
- Cene Matičič (1920–2007), ekonomist, politik, publicist, kulturni delavec ...
- Franci Matičič, predavatelj FF UL
- Ivan Matičič (1887–1979), tiskar, pisatelj
- Janez Matičič (1926–2022), skladatelj in pianist, akademik
- Jure Matičič, kulturni publicist in menedžer (Kulturni dom Franca Bernika Domžale)
- Manca Matičič Zver (*1985), manekenka, fotomodel
- Milan Matičič, policijski dirigent
- Mojca Matičič, zdravnica infektologinja
- Nada Matičič (1922–2004), pisateljica
- Stanislav (Stanko) Matičič (*1948), teolog (dr.), jezuit
- Stanislav Matičič, astronom (komet Matičič)